# Торакс (зоологія)

Відділи тіла трилобіта:
1 — головний, 2 — тулубовий (торакс; позначений жовтим кольором), 3 — хвостовий (пігідіум)

То́ракс, або гру́ди (лат. thorax) — відділ тіла багатьох безхребетних тварин, що розміщується між головою й черевцем. Серед безхребетних торакс є у тварин, тіло яких розділене на членики. Звичайно кожен з них несе пару кінцівок і торакс в цілому виконує функцію пересування тіла у просторі. Кількість члеників торакса у різних видів і груп неоднакова. Не мають на тораксі кінцівок деякі паразитичні форми
Серед Членистоногих торакс мають Ракоподібні, Трилобіти й Комахи.
У ракоподібних торакс зверху і з боків закритий карапаксом — суцільним голово грудним щитом
Це створює враження, що в них окремого торакса (грудей) немає, а є  головогруди. Насправді у них він є, але видний лише коли подивитись знизу тіла. У примітивних ракоподібних сегменти грудей численні й непостійні за кількістю, несуть неспеціалізовані кінцівки — одночасно плавальні, жувальні і дихальні (зябра).

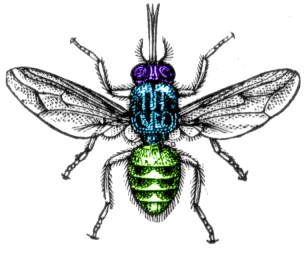
Відділи тіла мухи цеце. Голова, груди (торакс) і черевце показано різними кольорами

У комах до складу торакса (грудей) входить три членика: передньогруди (лат. prothorax), середньогруди (лат. mesothorax) і задньогруди (лат. metathorax). Кожен членик несе пару ніг, а середньо- та задньогруди у більшості комах мають по парі крил Тому ці два задні членики торакса одержали назву птероторакс (pterothorax) (від грец. πτερόν — крыло).
У частини перетинчастокрилих (оси, мурашки) до складу грудей входить ще й перший членик черевця. На цій підставі зоологи називають такий варіант тораксу мезосомою.
У багатощетинкових червів назву «торакс» носить передній відділ тіла.